# Grokka
Grokka (av engelska grok)är ett verb som ursprungligen myntades i Robert A. Heinleins bok Främling på egen planet.

## Ursprung
Huvudfiguren, en människa som tagits hand av styvföräldrar på Mars, vill sätta sig ner och grokka en övergiven by. Människorna som kommit för att ta med honom hem till Jorden för att träffa andra människor får lära sig att han med detta avser att sitta ner och insupa sin omgivning i flera hundra år.

## Betydelse på svenska
Ordet kom att betyda dels 'att meditera' ("sitta och grokka"), dels ' att förstå' ("jag grokkar") och blev under en period en del av svenska språket, i alla fall bland science fiction-läsare.

## Hackerslang
Numera används ordet ibland av hackers som beteckning för att avkoda ("parsa") en fil.